# Антипов, Сергей Викторович
Сергей Викторович Антипов (13 сентября 1975, Москва) — российский футболист, игрок в мини-футбол. Известен по выступлениям за московский ЦСКА, также выступал за сборную России по мини-футболу. Брат-близнец Александра Антипова.

## Биография
Карьерный путь братьев Антиповых одинаков. Близнецы являются воспитанниками московского «Локомотива». Некоторое время они играли за дубль «железнодорожников» во Второй лиге, затем за уваровский «Химик» и дубль московского ЦСКА. Отыграв сезон в новотроицкой «Носте», Антиповы несколько лет провели в КФК, после чего перешли в мини-футбол.
Братьями заинтересовался «Норильский никель». Однако за «норильчан» они так и не сыграли, и в начале 2000 года были отданы в аренду московскому «Интеко», игравшему тогда в Первой лиге. Антиповы демонстрировали в нём не самую яркую игру, однако заинтересовали клуб высшего дивизиона московский ЦСКА. С первого же сезона братья захватили лидерство в клубе и удерживали его на протяжении шести лет. За это время они вошли в число лучших бомбардиров в истории клуба.
Летом 2006 года Антиповы перешли в московский «Спартак», за который играли до расформирования клуба в конце 2008 года. После этого братья провели почти два года в сургутском «Факеле», играющем в Высшей лиге.
В октябре 2010 года близнецы вернулись в московский ЦСКА. По окончании сезона они завершили игровую карьеру и перешли на работу в армейский клуб.
Сергей Антипов сыграл 8 матчей и забил 4 мяча за сборную России по мини-футболу, однако в составы сборной на финальные стадии чемпионатов мира и Европы не входил.
Известно два случая, когда братья «жульничали» во время официальных матчей. Зная, что одному из них за последующую жёлтую карточку грозит дисквалификация, второй брал вину за нарушение на себя. Любопытно, что оба раза это происходило во время матчей против «Спартака» и оба раза жертвой хитрости братьев становился арбитр Алексей Селиков.